# Groot Nederlands Studenten Kampioenschap
Het Groot Nederlands Studenten Kampioenschap of GNSK is een jaarlijks terugkerend kampioenschap voor studenten over meerdere takken van studentensporten.

## Algemeen
Het GNSK is het grootste meerdaagse multisportevenement van Nederland. Jaarlijks strijden ongeveer 1500 studenten van ongeveer twintig universiteiten en hogescholen in zo'n vijftien sporten om de titel 'Nederlands Studenten Kampioen'. Een belangrijk kenmerk van het GNSK is dat alle sporten in teamverband worden beoefend. De afgevaardigde teams zijn vaak van (sub)topniveau. Aan de hand van de uitslagen van de verschillende sporten wordt een eindklassement samengesteld. De winnaar hiervan mag zich een jaar lang 'Groot Nederlands Studenten Kampioen' noemen.
Het GNSK bestaat sinds 1959.

## Geschiedenis van het GNSK

### Voor 1940
Voor de Tweede Wereldoorlog waren de 'Interacademiales', de wedstrijden tussen de erkende corpora, de enige sportontmoetingen tussen studenten van de verschillende Nederlandse universiteiten.

### Jaren 50
Na de oorlog, toen overal de universitaire sportstichtingen waren opgericht, ontstonden ook de Interuniversitaire sportwedstrijden. In 1956 kregen deze wedstrijden voor het eerst de naam Nederlands Studenten Kampioenschap (NSK).

### Jaren 60
Begin jaren zestig rees de vraag of het NSK aan het door de NSSS (tegenwoordig bekend onder de naam Studentensport Nederland) gestelde doel beantwoordde. Het NSK was namelijk uitgegroeid tot een uiterst gezellige massale studentensportmanifestatie. Maar de grote deelnemersaantallen hadden wel een negatief effect op het spelpeil. Er werd na uitvoerig beraad besloten dat de NSK's daadwerkelijk nationale studentenkampioenschappen moesten worden. Een hoger niveau zou een meer stimulerende werking hebben op de studentensport in het algemeen. In 1961 verscheen een extra editie van het Algemeen Handelsblad, die geheel gewijd was aan het NSK. Dit werd jaarlijks herhaald met een oplage van 60.000 stuks. In de jaren zestig vond de NSK zes keer plaats in Amsterdam, door de omvang van het evenement en de gebrekkige faciliteiten in andere universiteitssteden. In 1965 en 1966 werd voor het eerst gesproken over het "Grote" NSK. Ondertussen werden er ook buiten het "grote" NSK meerdere aparte NSK's georganiseerd, wat door de NSSS geheel aan de Studenten Sport Bonden werd overgelaten.

### Jaren 70
Begin jaren zeventig werd de naam NSK gewijzigd in Nederlandse Universitaire Kampioenschap (NUK). En het was niet alleen de naam die veranderde, ook de opzet varieerde nogal in de loop van tijd. In de jaren zeventig werd geprobeerd het niveau van de NUK te laten stijgen door voorrondes te organiseren. Zonder veel succes en men ging dan ook snel weer over op het oude systeem.

### Jaren 80
Begin jaren tachtig werd de officiële benaming het "Groot Nederlandse Studenten Kampioenschap (GNSK)". De universitaire sportraden (OSSO’s) werden gestimuleerd een zo sterk mogelijke afvaardiging te sturen. Na een daling van het aantal deelnemers in de jaren zeventig is het aantal in de jaren tachtig weer sterk toegenomen. Het GNSK 1992 in Delft had ongeveer 1800 deelnemers.

### Jaren 90
In de periode 1992 tot en met 1997 liepen de deelnemersaantallen terug, met name door de hoge studiedruk en de matige organisaties van het GNSK. Daarna is door een professionalisering van de NSSS het GNSK in de lift gekomen: meer deelnemers, strengere controles op de studentendeelnemers, meer deelname uit het HBO en goede organisaties.

### 21e eeuw
Naar aanleiding van de steeds terugkerende discussie of het GNSK een breedtesportevenement is of een studenten topsportevenement werd in 2003 besloten dat het GNSK een breedtesportevenement is ten behoeve van de betere wedstrijd spelende student met hier en daar uitschieters naar studententopsport.
Enkele jaren later, met ingang van de editie 2006, werd door Studentensport Nederland besloten dat het programma van het GNSK in het vervolg nog maar twee dagen zou duren, waarbij de donderdagavond kwam te vervallen. Een jaar later al werd in Amsterdam de donderdagavond opnieuw ingevoerd.
In 2008 vond in Delft het vijftigste GNSK plaats. Met 16 sporten was deze editie groter dan zijn voorgangers. De nieuwe sporten waren lacrosse, floorball, judo en tafeltennis. Deze editie is gewonnen door Eindhoven.
In de huidige opzet zijn er acht vaste sporten die ieder jaar gespeeld worden: badminton, basketbal, handbal, schermen, squash, tennis, voetbal en volleybal. Hieraan wordt per jaar ook een aantal van 5 tot 10 andere sporten aan toegevoegd. Het recordaantal van 17 verschillende sporten was er te bewonderen tijdens de editie van 2016 in Groningen. De keuzesporten van dat jaar waren beachkorfbal, beachvolleybal, boksen, floorball, judo, rugby, waterpolo, wielrennen en zaalvoetbal. Ook werden er demonstraties gegeven in YOU.FO, padel en krachtsport. Deze editie werd gewonnen door de organiserende stad Groningen.